# Горностаївка (пункт контролю)
52°3′12.2″ пн. ш. 31°9′7.5″ сх. д. / 52.053389° пн. ш. 31.152083° сх. д.
Горноста́ївка — пункт пропуску через державний кордон України на кордоні з Білоруссю.
Розташований у Чернігівській області, Ріпкинський район, на залізничній станції Горностаївка у смт Добрянка за 4 км від села Горностаївки на залізничному відрізку Чернігів — Гомель (Білорусь). З білоруського боку знаходиться пункт пропуску «Терюха».
Вид пункту пропуску — залізничний. Статус пункту пропуску — міжнародний.
Характер перевезень — пасажирський, вантажний.
Окрім митного та прикордонного контролю, пункт пропуску «Горностаївка» може здійснювати санітарний, фітосанітарний, ветеринарний та екологічний контроль.
Пункт пропуску «Горностаївка» входить до складу митного посту «Чернігів - залізничний» Чернігівської митниці. Код пункту пропуску — 10208 08 00 (12).

## Галерея

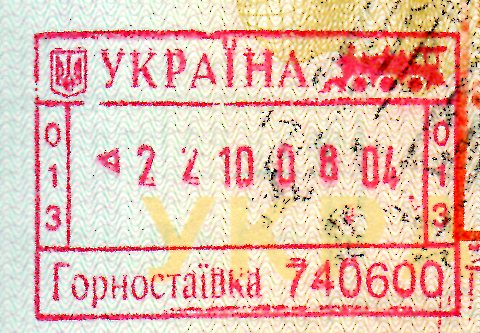
Штамп залізничного пункту пропуску "Горностаївка"

.